# Principesse Disney

Logo del franchise dal 2024.

Disney Princess (dall'inglese: "Principessa Disney"), comunemente detto delle "principesse Disney", è un media franchise di proprietà della Walt Disney Company, anche chiamato Linea delle Principesse (Princess Line). Il franchise, ideato negli anni 90 e successivamente ufficializzato agli inizi degli anni 2000 da Andy Mooney, presidente della Disney Consumer Products, è basato su alcuni personaggi femminili apparsi in vari Classici Disney.
Fanno parte del franchise Biancaneve, Cenerentola, Aurora, Ariel, Belle, Jasmine, Pocahontas, Mulan, Tiana, Rapunzel, Merida, Vaiana e Raya.
La Walt Disney Company ha distribuito bambole, video karaoke, abbigliamento, oggetti per la casa, ed una varietà di altri prodotti con il marchio Disney Princess.
Le licenze per il franchise includono Glidden (pittura murale), Stride Rite (scarpe luccicanti), Mattel e Hasbro (giochi e bambole), e le figurine plastiche Fisher-Price.

## Storia

### Creazione

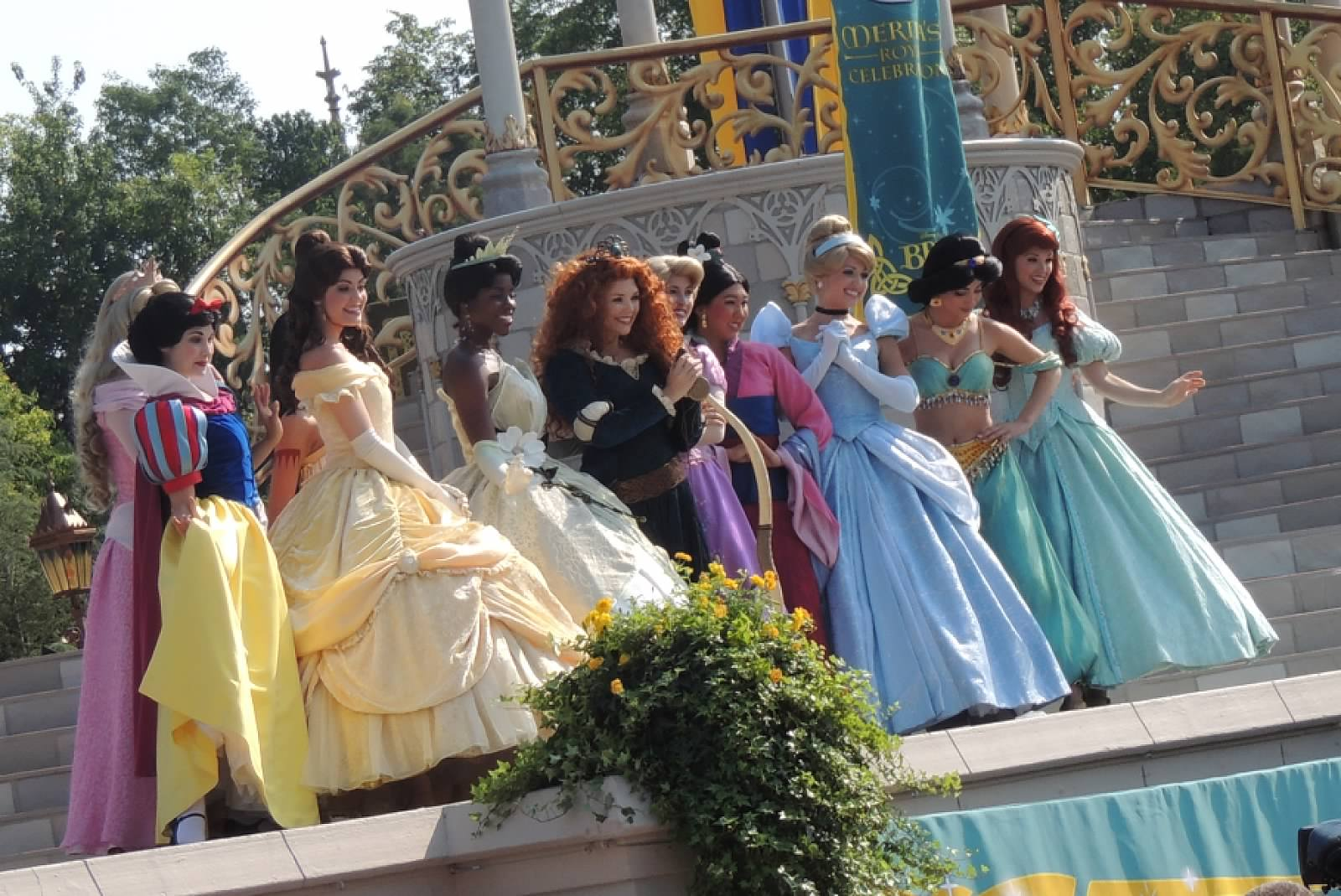
Le principesse Disney durante l'incoronazione di Merida al titolo di nuova Disney Princess

Negli anni novanta la Walt Disney Company cominciò a produrre i primi prodotti legati alle principesse Disney. Nonostante una pubblicità limitata e nessun focus group, gli oggetti del franchise divennero un grandissimo successo. Nel febbraio 1996, la Buena Vista Home Entertainment pubblicò una linea di VHS dal titolo Disney Princess Collection, dedicata alle principesse Ariel, Jasmine e Belle. Nello stesso anno, la casa produttrice di giocattoli Mattel, ottiene l'esclusiva per produrre le bambole raffiguranti le protagoniste dei film Disney. Il 24 giugno 1998, il primo numero della rivista Disney's Princess venne pubblicato nel Regno Unito.
Il franchise Disney Princess venne istituito nel 2000 da Andy Mooney, amministratore delegato della Disney Consumer Products. Mooney dichiarò in seguito che l'idea di creare un brand gli venne dopo aver assistito ad uno spettacolo di Disney on Ice, in cui diverse bambine assistevano allo show indossando dei generici costumi da principessa non ufficiali. Questo avvenne malgrado alcune perplessità da parte di Roy E. Disney, nipote di Walt Disney, che temeva che la mescolanza di protagoniste provenienti da storie diverse avrebbe indebolito la "mitologia originale" dei film.
Le principesse destinate ad essere incluse nella linea furono scelte dai Classici Disney. Nei suoi primi anni il franchise era composto da Biancaneve, Cenerentola, Trilli, Aurora, Ariel, Belle, Jasmine, Pocahontas, Esmeralda e Mulan. Tuttavia, Trilli ed Esmeralda vennero presto rimosse dalla linea, in quanto si pensò fossero poco adatte per l'immagine del brand. Trilli divenne successivamente protagonista del proprio brand Disney Fairies, mentre Esmeralda appare in alcuni prodotti Disney Store anche se al di fuori del marchio Disney Princess. Questo segnò la prima volta in cui le principesse vennero commercializzate in un franchise separato rispetto a quello dei loro film originali. Mooney decise che quando le principesse apparivano insieme nelle immagini promozionali, esse non avrebbero mai dovuto stabilire un contatto visivo tra loro, nel tentativo di mantenere intatte le loro "mitologie" individuali. «Ognuna fissa in una direzione leggermente diversa come se non fosse consapevole della presenza delle altre».
Inizialmente si era pensato che il personaggio di Giselle, la protagonista di Come d'incanto, avrebbe potuto far parte del franchise; ma venne scartata poiché la compagnia avrebbe dovuto pagare i diritti d'immagine all'attrice Amy Adams, doppiatrice e interprete originale del personaggio.
Altre principesse ed eroine dei film Disney non facenti parte del franchise come Alice, Melody (la figlia di Ariel), Minni, le principesse Mei, Ting-Ting e Su del film Mulan II, Megara (dal film Hercules) e Lady Marian (dal film Robin Hood), sono comunque apparse come cantanti nei DVD della serie Disney Princess Sing Along Songs (Enchanted Tea Party, Perfectly Princess e Once Upon a Dream) e nel CD Princess Collection 2, mentre finora sono state escluse: Ailin (dal film Taron e la pentola magica) e Kida (dal film Atlantis - L'impero perduto), seppur di quest'ultima sia stata realizzata la bambola al di fuori della linea Disney Princess.
Gli incassi del franchise salirono dai 300 milioni di dollari del 2001 ai 4 miliardi nel 2009.

### Espansioni

#### Introduzioni e incoronazioni
Successivamente alle uscite dei loro rispettivi film, sono state aggiunte al franchise tramite delle incoronazioni evento anche Tiana, Rapunzel e Merida. Nel marzo 2019 Vaiana diventa ufficialmente il 12° membro del gruppo senza ricevere un'incoronazione, ma venendo direttamente inclusa nei prodotti della linea.
Nell'agosto 2022 venne annunciato che Raya, la protagonista di Raya e l'ultimo drago, sarebbe stata inserita nel brand come 13° membro del gruppo durante la World Princess Week a Disneyland Paris. Nel gennaio 2023 è stata introdotta in alcuni prodotti Disney Princess e ad agosto è stata inclusa definitivamente tra le altre principesse nel loro sito web ufficiale.

#### Nuovi design, merchandise e altri eventi
Nel 2012 le Principesse hanno ricevuto un makeover in stile moderno. Ad alcune come Tiana e Rapunzel sono stati aggiunti solo dei glitter sugli abiti, mentre altre come Belle e Jasmine hanno ricevuto nuove acconciature e abiti modificati. Il cambiamento più drastico è toccato a Cenerentola, a cui è stata data una frangia laterale e un vestito con maniche trasparenti. È stato inoltre criticato il nuovo design di Merida, ritenuto dai fan eccessivamente femminile e in contrasto con l'immagine mascolina del personaggio all'interno del film.
Dal gennaio 2016 il colosso dei giocattoli Hasbro ha acquisito i diritti per la produzione e la commercializzazione dei prodotti Disney Princess strappandoli alla rivale Mattel, che li deteneva fin dal 1996. I prodotti legati alle principesse Anna ed Elsa, del film Frozen - Il regno di ghiaccio, vengono commercializzati separatamente con il marchio Disney Frozen.
Il 27 aprile 2021 Disney lancia la Ultimate Princess Celebration. L'evento della durata di un anno ha compreso diversi eventi speciali, nuovi prodotti e spettacoli; sono stati inoltre reintrodotti per la campagna promozionale i design classici delle Principesse, in cui vengono mostrate mentre interagiscono fra loro come era già accaduto nel film Ralph spacca Internet. Pur non facendo parte della linea sono state occasionalmente incluse nell'evento anche Anna, Elsa, Sofia da Sofia la principessa ed Elena da Elena di Avalor.
Nel gennaio 2022 viene annunciato che Mattel ha riacquisito i diritti per la produzione di nuove linee di bambole e di giocattoli del franchise.

## Elenco ufficiale
L'elenco ufficiale è composto da 13 personaggi femminili selezionati da altrettanti Classici Disney, eccezion fatta per Merida, proveniente da un film Pixar. A ciascuna principessa è stato attribuito un numero basato sull'ordine cronologico di uscita del proprio film. È da precisare come non tutti i membri del gruppo siano vere e proprie principesse: Pocahontas e Vaiana sono figlie di capi tribù; mentre Mulan, benché non sia affatto di sangue reale, è stata comunque inserita nel franchise grazie al suo eroismo e alla popolarità del suo film; al contrario, pur essendo di famiglia reale, Anna ed Elsa non sono state inserite nella lista perché commercializzate separatamente sotto il marchio Disney Frozen in seguito all'enorme successo del loro franchise.
1. Biancaneve, da Biancaneve e i sette nani (1937)
2. Cenerentola, da Cenerentola (1950)
3. Aurora, da La bella addormentata nel bosco (1959)
4. Ariel, da La sirenetta (1989)
5. Belle, da La bella e la bestia (1991)
6. Jasmine, da Aladdin (1992)
7. Pocahontas, da Pocahontas (1995)
8. Mulan, da Mulan (1998)
9. Tiana, da La principessa e il ranocchio (2009)
10. Rapunzel, da Rapunzel - L'intreccio della torre (2010)
11. Merida, da Ribelle - The Brave (2012)
12. Vaiana, da Oceania (2016)
13. Raya, da Raya e l'ultimo drago (2021)

### Principesse precedentemente comprese nell'elenco
- Trilli,[34] da Le avventure di Peter Pan (1953)
- Esmeralda,[34] da Il gobbo di Notre Dame (1996)

## Apparizioni in altri media

### Disney Princess: Le magiche fiabe

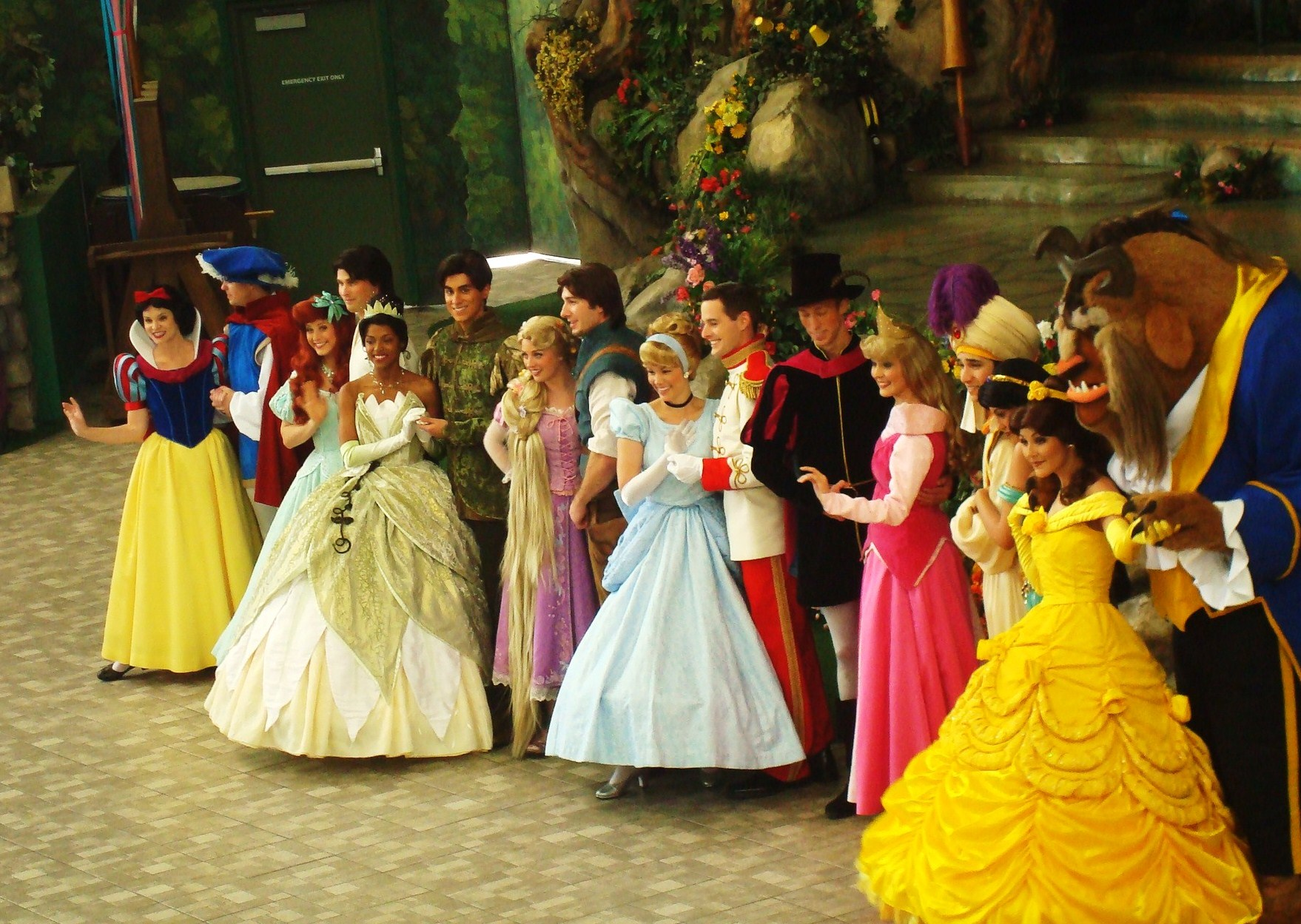
Da sinistra a destra: Biancaneve e il Principe; Ariel e il Principe Eric; Tiana e il Principe Naveen; Rapunzel e Flynn Rider; Cenerentola e il Principe Azzurro; il Principe Filippo e Aurora; Aladdin (come Principe Alì) e Jasmine; Belle e la Bestia il 14 febbraio 2012.

All'inizio del 2007, la Disney ha annunciato il lancio de Disney Princess: Le magiche fiabe (Disney Princess Enchanted Tales), una nuova serie di DVD direct-to-video contenenti storie e avventure completamente nuove delle Principesse Disney.
Disney Princess: Le magiche fiabe - Insegui i tuoi sogni, ha debuttato negli Stati Uniti il 4 settembre 2007 e in Italia il 18 ottobre, il film contiene due storie di Aurora e Jasmine, hanno come tema la perseveranza.
Originariamente, fu annunciato come primo volume Il regno della bontà, che conteneva un'altra storia di Aurora e una storia di Belle. Inoltre, fu diffuso il trailer di un secondo volume con storie di Cenerentola e Mulan (con l'onestà come tema portante), che sarebbe dovuto uscire nel 2008. Il progetto fu sospeso, coerentemente con la politica di John Lasseter, contrario a produzioni basate sui Classici Disney.

### Remake in live-action
Questa è la lista in ordine cronologico delle attrici che hanno interpretato le Principesse Disney nei remake in live-action:
- Elle Fanning interpreta Aurora nei film Maleficent (2014) e Maleficent - Signora del male (2019)
- Lily James incarna Cenerentola nel film Cenerentola (2015)
- Emma Watson ha ottenuto il ruolo di Belle nel film La bella e la bestia (2017)
- Naomi Scott incarna Jasmine nel film Aladdin (2019)
- Liu Yifei impersona  Mulan nel film Mulan (2020)[35][36]
- Halle Bailey dà il volto ad  Ariel nel film La sirenetta (2023)[37]
- Rachel Zegler impersona Biancaneve nel film Biancaneve (2025)[38]
- Catherine Laga'aia è stata scelta per interpretare Vaiana nel film Oceania (2026)[39]

### Seguiti
1. Jasmine, da Il ritorno di Jafar (1994) e Aladdin e il re dei ladri (1996)
2. Belle, da La bella e la bestia  - Un magico Natale (1997) e Il mondo incantato di Belle (1998)
3. Pocahontas, da Pocahontas II - Viaggio nel nuovo mondo (1998)
4. Ariel, da La sirenetta II - Ritorno agli abissi (2000) e La sirenetta - Quando tutto ebbe inizio (2008)
5. Cenerentola, da Cenerentola II - Quando i sogni diventano realtà (2002) e Cenerentola - Il gioco del destino (2007)
6. Mulan, da Mulan II (2004)
7. Vaiana, da Oceania 2 (2024)

### Ralph spacca Internet
Le principesse, insieme ad Anna ed Elsa, fanno un'apparizione cameo nel film d'animazione Ralph spacca Internet (2018). Questo ha segnato la prima volta che le principesse hanno interagito tra loro in un film sul grande schermo.

### LEGO Disney Princess: The Castle Quest
Uno speciale d'animazione Lego, LEGO Disney Princess: The Castle Quest, è stato rilasciato su Disney+ il 18 agosto 2023, ma prodotto dalla Walt Disney Pictures. Lo speciale vede come protagoniste Biancaneve, Ariel, Tiana, Rapunzel e Vaiana, coadiuvate da Fiore la puzzola di Bambi, Spugna de Le avventure di Peter Pan, il Guardaroba de La bella e la bestia, Iago il simpatico pappagallo di Aladdin ed altri personaggi, in un'avventura per fermare i piani malefici di Gaston, principale antagonista de La bella e la bestia.

### Once Upon a Studio
Le principesse, tranne Merida, appaiono nel cortometraggio Once Upon a Studio (2023), dove assieme ad una raccolta di personaggi famosi dell'animazione Disney si riuniscono per una foto di gruppo per celebrare il 100º anniversario dello studio Disney.

### Descendants
Nei film Descendants (2015), Descendants 2 (2017), Descendants 3 (2019) e Descendants: L'ascesa di Red (2024) sono presenti le principesse Belle interpretata da Keegan Connor Tracy e Cenerentola interpretata da Brandy Norwood (adulta) e Morgan Dudley (giovane); è presente anche Biancaneve interpretata da Stephanie Bennett, ma solo come cameo.

### C'era una volta
Nella serie televisiva C'era una volta (Once Upon a Time) appaiono le versioni in carne ed ossa di alcune principesse Disney tra i personaggi principali della storia, come Biancaneve (Ginnifer Goodwin), Belle (Emilie de Ravin), Anna (Elizabeth Lail), Cenerentola della Nuova Foresta Incantata (Dania Ramírez, nella settima stagione), Rapunzel della Nuova Foresta Incantata (Meegan Warner e Gabrielle Anwar, nella settima stagione) e Tiana (Mekia Cox), oppure sono personaggi ricorrenti o guest star, come Cenerentola della Foresta Incantata (Jessy Schram, nelle prime sei stagioni), Aurora (Sarah Bolger), Elsa (Georgina Haig), Mulan (Jamie Chung), Ariel (Joanna García), Rapunzel della Foresta Incantata (Alexandra Metz, in un unico episodio della terza stagione), Merida (Amy Manson) e Jasmine (Karen David). Le vicende vedono inoltre coinvolte alcune delle loro storiche nemiche, come la Regina Cattiva (Lana Parrilla), Malefica (Kristin Bauer van Straten), Ursula (Merrin Dungey) e Lady Tremaine  della Nuova Foresta Incantata (Gabrielle Anwar).

### Sofia la principessa
La serie TV di animazione Sofia la principessa (Sofia the First) ha per protagonista Sofia, una bambina comune di 7 anni, e racconta il suo percorso per diventare principessa. Durante le sue avventure Sofia farà il suo incontro con molte principesse Disney come Cenerentola, Jasmine, Belle, Ariel, Aurora, Biancaneve, Mulan, Tiana, Rapunzel e Merida.

### Serie Animate
1. Ariel, da La sirenetta - Le nuove avventure marine di Ariel (1992)
2. Jasmine, da Aladdin (1994)
3. Rapunzel, da Rapunzel - La serie (2017)

### Chibi Tiny Tales
Nel 2021 Disney Channel ha iniziato a trasmettere dei brevi corti, all'interno della serie animata Chibi Tiny Tales, basati sul franchise delle Disney Princess.

### Disney Princess
La Disney Interactive Studios ha distribuito Disney Princess: Il viaggio incantato (Disney Princess: Enchanted Journey) per Nintendo Wii, PlayStation 2 e PC. Il giocatore controlla una ragazzina dotata di poteri magici (il cui aspetto è personalizzabile), che si avventura attraverso i diversi mondi delle Principesse Disney per aiutarle a restaurare l'equilibrio magico dei loro reami. Le principesse incluse sono Biancaneve, Cenerentola, Ariel e Jasmine. Belle è inclusa, ma solo come minigioco segreto.
Un gioco simile, Disney Princess: I gioielli magici (Disney Princess: Magical Jewels), è uscito per Nintendo DS. In questo caso il giocatore controlla le principesse, che devono esplorare i loro reami per trovare le gemme magiche. Le principesse giocabili sono Biancaneve, Cenerentola, Aurora e Belle. Ariel e Jasmine sono giocabili esclusivamente in appositi minigiochi. Entrambi i giochi sono usciti in USA il 2 novembre 2007.
Nel 2003 era stato inoltre distribuito un videogame intitolato Disney Princess per Game Boy Advance.

### Kingdom Hearts
Nel videogame Kingdom Hearts per PlayStation 2 (2002), Biancaneve, Cenerentola, Aurora, Belle e Jasmine sono incluse come cinque tra le "Principesse del Cuore", un gruppo di sette fanciulle dai cuori purissimi. Ariel è inclusa nel gioco come aiuto in battaglia per Sora, ma non è inclusa nel gruppo. Le rimanenti due Principesse del Cuore sono Alice da Alice nel Paese delle Meraviglie, e Kairi, personaggio creato appositamente per il videogioco.
Nel primo sequel, Kingdom Hearts: Chain of Memories per Game Boy Advance (2004), ricompaiono Belle, Jasmine, Ariel, Alice e Kairi, nonostante siano solo proiezioni create dai ricordi di Sora.
Nel secondo sequel, Kingdom Hearts II sempre per PlayStation 2 (2006), anche Mulan è un personaggio del gioco, un'alleata in battaglia per Sora. Ariel, Jasmine e Belle fanno ritorno, nonostante Ariel sia più una comparsa che un aiuto in battaglia, e Belle abbia un ruolo decisamente più prominente. Biancaneve, Cenerentola e Aurora sono menzionate, ma non compaiono.
Nel capitolo parallelo, Kingdom Hearts 358/2 Days, viene vista più volte solo la principessa Jasmine.
Nel prequel, Kingdom Hearts Birth by Sleep per PlayStation Portable (2010), vengono incluse Biancaneve, Aurora e Cenerentola. Le principesse appaiono insieme al loro mondo e percorrono le storie viste nei film Disney. Appare anche Kairi in una forma più giovane.
Nel terzo sequel, Kingdom Hearts III, appare Rapunzel (oltre ad Anna ed Elsa) come aiuto in battaglia per Sora.

### Musica
Nel 2007 è stato pubblicato un singolo creato appositamente per il franchise, If You Can Dream. 

### Principesse Disney: Magica avventura
Le principesse compaiono anche nel videogioco Principesse Disney: Magica avventura, sviluppato dalla High Impact Games e Disney Interactive e pubblicato dalla Namco Bandai il 25 settembre 2012.

### Kilala Princess
Nel manga Kilala Princess di Nao Kodaka e Rika Tanaka, la protagonista Kilala Reno viaggia nei mondi delle principesse Disney alla ricerca delle gemme della tiara magica che risveglierà la leggendaria Settima Principessa. Le sei principesse che compaiono sono, nell'ordine, Biancaneve, Ariel, Cenerentola, Belle, Aurora e Jasmine, mentre la Settima Principessa è la stessa Kilala. Appaiono, inoltre, altri personaggi e nemici legati ai diversi mondi delle principesse: i Sette Nani, Flounder, Gaston, Ursula, ecc.

## Riconoscimenti
Al 2023, cinque film con principesse Disney sono stati selezionati per la conservazione nel National Film Registry dalla Biblioteca del Congresso per essersi distinti come "culturalmente, storicamente o esteticamente significativi":
- Biancaneve e i sette nani (1937): aggiunto nel 1989
- La bella e la bestia (1991): aggiunto nel 2002
- Cenerentola (1950): aggiunto nel 2018
- La bella addormentata nel bosco (1959): aggiunto nel 2019
- La sirenetta (1989): aggiunto nel 2022

## Nella cultura di massa
Nella sit-com animata Drawn Together è presente tra i protagonisti la principessa Clara, parodia delle principesse Disney. Inoltre Biancaneve, Ariel e Aurora fanno una comparsa nell'episodio della terza stagione Gara di spelling come amiche di Clara, le quali vengono involontariamente uccise da Captain Hero.